# José Ricardo Taveras
José Ricardo Taveras Blanco, es un abogado y político dominicano, miembro de la Fuerza Nacional Progresista donde ocupa la posición de Secretario General desde el año 2001. Nacido en Santiago de los Caballeros, donde vivió sus primeros años, migrando a Santo Domingo, donde realiza parte de sus estudios, egresando como bachiller del Colegio Mahatma Gandhi. En 1983 retorna a su ciudad natal, ingresando como estudiante y se graduó como abogado en la Pontificia Universidad Católica Madre y Maestra (PUCMM) (1988), donde también realizó estudios de postgrado en Procedimiento Civil (1999) y se desempeñó como miembro fundador y Presidente de la Asociación de Estudiantes de Derecho (ADER). Ha sido además catedrático de derecho romano y canónico en su alma mater.

## Vida política
En la Fuerza Nacional Progresista, ha sido Secretario de Asuntos Jurídicos entre 1990-2001 y es actualmente Secretario General desde el año 2001.  En 2002-2006, es electo Diputado por la Circunscripción #3 de Santiago de los Caballeros y reelecto en 2006-2010. En la Cámara Baja, perteneció a las comisiones de Justicia, Energía, Asuntos Marítimos, Defensor del Pueblo y Medio Ambiente y Coordinadora, entre otras; Presidió la Comisión Especial y la Comisión Bicameral instituidas para el estudio del Nuevo Código Penal de la República Dominicana, 2004-20010 y presidió la Comisión Especial para el estudio de la Ley Contra Crímenes y Delitos de Alta Tecnología 2006-2007.
Junto con su compañero de bancada, Pelegrin Castillo, se caracterizó por su enérgica defensa de la frontera dominicana así como combate al narcotráfico y criminalidad. Fue uno de los únicos 11 diputados en votar en contra del controversial contrato del Estado dominicano con la empresa Barrick Gold. También mantuvo una actitud crítica con el tema del endeudamiento externo, negando su concurso en la mayoría de los casos en que entendió que eran lesivos al interés nacional; como legislador y abogado ha sido uno de los más connotados opositores a la reforma del Código Procesal Penal del año 2002, impulsando acciones para la modificación de esa pieza dentro y fuera del congreso, por considerarla ajena a las tradiciones jurídicas y a la realidad social dominicana, considerándola como una de las distorsiones que facilitan el auge de la criminalidad.
En las elecciones del 16 de mayo de 2010, los resultados de la Junta Central Electoral (JCE) controversialmente lo dejan fuera de los candidatos electos en la Circunscripción 3 de Santiago. Esto genera enérgicas reacciones de amplios sectores en consideración a los aportes de la carrera legislativa que desarrollara, incluido el senador electo Julio César Valentín quien aseguró que con un conteo correcto, el Bloque Progresista obtiene 12 y no 11 diputados en Santiago. Al final, los resultados de la JCE se mantienen como oficiales, sin que se respondieran los alegatos avalados en actas oficiales. José Ricardo ha permanecido activo en la política a través de su partido y queda como una de las figuras más reconocidas en el país.

## Director general de Migración
El 5 de marzo de 2011, es designado por el presidente Leonel Fernández Reyna como director de Migración en momentos que la legislación dominicana en la materia, que data del 15 de agosto de 2004 no contaba con un reglamento que la hiciera operativa, dado el amplio conflicto que siempre ha generado el tema en la sociedad dominicana. Su nombramiento fue visto como un reconocimiento a su partido y su persona por el rol que han jugado en cuanto a política fronteriza y migratoria durante décadas.
Su gestión impulsó y logró que el 19 de octubre de 2011, el presidente Leonel Fernández Reyna firmara y promulgara el Decreto 631-11 aprobando, después de 7 años de espera, el Reglamento de Aplicación de la Ley General de Migración 285-04, lo cual se considera uno de los más importantes logros de su gestión en la consolidación de una nueva arquitectura de la política migratoria en la República Dominicana.
En el 2012 el presidente Danilo Medina lo confirmó en su puesto, gracias también a los acuerdos electorales suscritos entre el Comité Político del PLD y la Fuerza Nacional Progresista.
En su periodo, ha habido episodios de tensión entre los que se destaca lo ocurrido en enero del 2013 cuando miles de ciudadanos haitianos sin documentos legales buscaban ingresar a República Dominicana alegando que retornaban a reintegrarse al cumplimiento de obligaciones laborales. Taveras fue claro y aseguró que solo aquellos que contaran con documentos legales podrían entrar a territorio dominicano, generándose una crisis que concluyó con la reintegración de los migrantes a su territorio en la República de Haití. José Ricardo ha mantenido que en todas partes del mundo las políticas de control migratorio constituyen un asunto de seguridad nacional.
Tanto él como su partido han asumido una actitud de confrontación con la comunidad internacional, a la cual demandan un involucramiento serio con la suerte de Haití, demandando la realización de un pequeño plan marshall para la reconstrucción de la economía, infraestructura, institucionalidad y educación de la nación haitiana, entre otras, bajo el alegato de que la posición de la comunidad internacional en el manejo del tema haitiano se ha dirigido fundamentalmente a reclamar a la República Dominicana un rol protagónico que no está en capacidad de sostener.
En el año 2013 fue el primer funcionario público en dar su apoyo a la Sentencia N.º 168-13 del Tribunal Constitucional, la cual ratificaba el criterio que sobre el tema de nacionalidad fijado por la Sentencia N.º 9 de la Suprema Corte de Justicia (SCJ) en el año 2005. En medio de la crisis mediática generada por la sentencia, Taveras instó al gobierno asumir el Plan Nacional de Regularización de Extranjeros, también pendiente desde el año 2004, y cuyo borrador había presentado al Poder Ejecutivo desde las postrimerías del gobierno de Leonel Fernández, siendo finalmente aprobado en medio de la crisis generada por la sentencia, con cambios que comenzaron a generar una fisura en las relaciones políticas de su partido con el presidente Danilo Medina.
La gestión de José Ricardo Taveras en migración fue marcada por una gran impulso del uso de la tecnología en el control migratorio, destacándose entre sus logros en esta materia los siguientes: Llevó la conectividad de un ocho a un cien por ciento, transformó la plataforma programática que facilitó el advenimiento de la información avanzada de pasajeros (APIS) y sentó las bases para la automatización de los servicios por vía web, impulsó y suscribió con la República de Corea un acuerdo que culminará la digitalización total de los servicios migratorios, cuyos fondos dejó comprometidos y consignados.
En abril del año 2015, después de meses de tensiones políticas, su partido se aparta del gobierno, en cuyas circunstancias Taveras presentó renuncia formal a su cargo, del cual fue relevado el 29 de abril de dicho año. El anuncio de la reelección del presidente Medina, mediante una convocatoria a reforma constitucional sin que interviniere un referéndum como manda la constitución, fue el motivo que finalmente detonó el rompimiento de una larga alianza política, con la que también culminó su gestión como director de migración.

## Política internacional
Entre 2008 y 2012 fue Vicepresidente de la Unión de Partidos Latinoamericanos y desde 2011 lo es de la International Democrat Union (IDU). En dichas funciones, ha jugado importantes roles políticos internacionales y ha sido observador de las elecciones presidenciales en Suiza, Chile 2009/2010, Nicaragua 2011, El Salvador, Argentina, entre otros. Gracias a una actividad política internacional de larga data, mantiene muchas veces estrechas relaciones con líderes internacionales de todo el mundo.
- Secretario General de la Asociación de Abogados de Santiago (1989-1990).
- Presidente de la Comisión de Ética, Transferencia y Lucha contra la Corrupción del Foro de Presidentes de Poderes Legislativos de Centroamérica y el Caribe (FOPREL; 2007-2010).
- Presidente del Instituto Nacional de Migración. 2011-abril de 2015.

## Vida familiar
Es hijo de Don José F. Arístides Taveras Jiménez y Doña Lillian Altagracia Blanco Liriano, en tanto que sus hijos son José Ricardo, Rafael Alejandro y Liana Cristina Taveras Vargas.